# Rachinotus modestus
Rachinotus modestus är en insektsart som beskrevs av Capener 1972. Rachinotus modestus ingår i släktet Rachinotus och familjen hornstritar. Inga underarter finns listade i Catalogue of Life.